# Sugden
Sugden és una població dels Estats Units a l'estat d'Oklahoma. Segons el cens del 2000 tenia 59 habitants.

## Demografia
Segons el cens del 2000, Sugden tenia 59 habitants, 20 habitatges, i 18 famílies. La densitat de població era de 103,5 habitants per km².
Dels 20 habitatges en un 50% hi vivien nens de menys de 18 anys, en un 80% hi vivien parelles casades, en un 10% dones solteres, i en un 10% no eren unitats familiars. En el 10% dels habitatges hi vivien persones soles el 10% de les quals corresponia a persones de 65 anys o més que vivien soles. El nombre mitjà de persones vivint en cada habitatge era de 2,95 i el nombre mitjà de persones que vivien en cada família era de 3,17.
Per edats la població es repartia de la següent manera: un 28,8% tenia menys de 18 anys, un 10,2% entre 18 i 24, un 28,8% entre 25 i 44, un 15,3% de 45 a 60 i un 16,9% 65 anys o més.
L'edat mediana era de 32 anys. Per cada 100 dones de 18 o més anys hi havia 121,1 homes.
La renda mediana per habitatge era de 20.000 $ i la renda mediana per família de 21.250 $. Els homes tenien una renda mediana de 16.667 $ mentre que les dones 26.250 $. La renda per capita de la població era de 8.676 $. Entorn del 18,8% de les famílies i el 16,9% de la població estaven per davall del llindar de pobresa.

## Poblacions més properes
El següent diagrama mostra les poblacions més properes.